# NHK 아키타 방송국

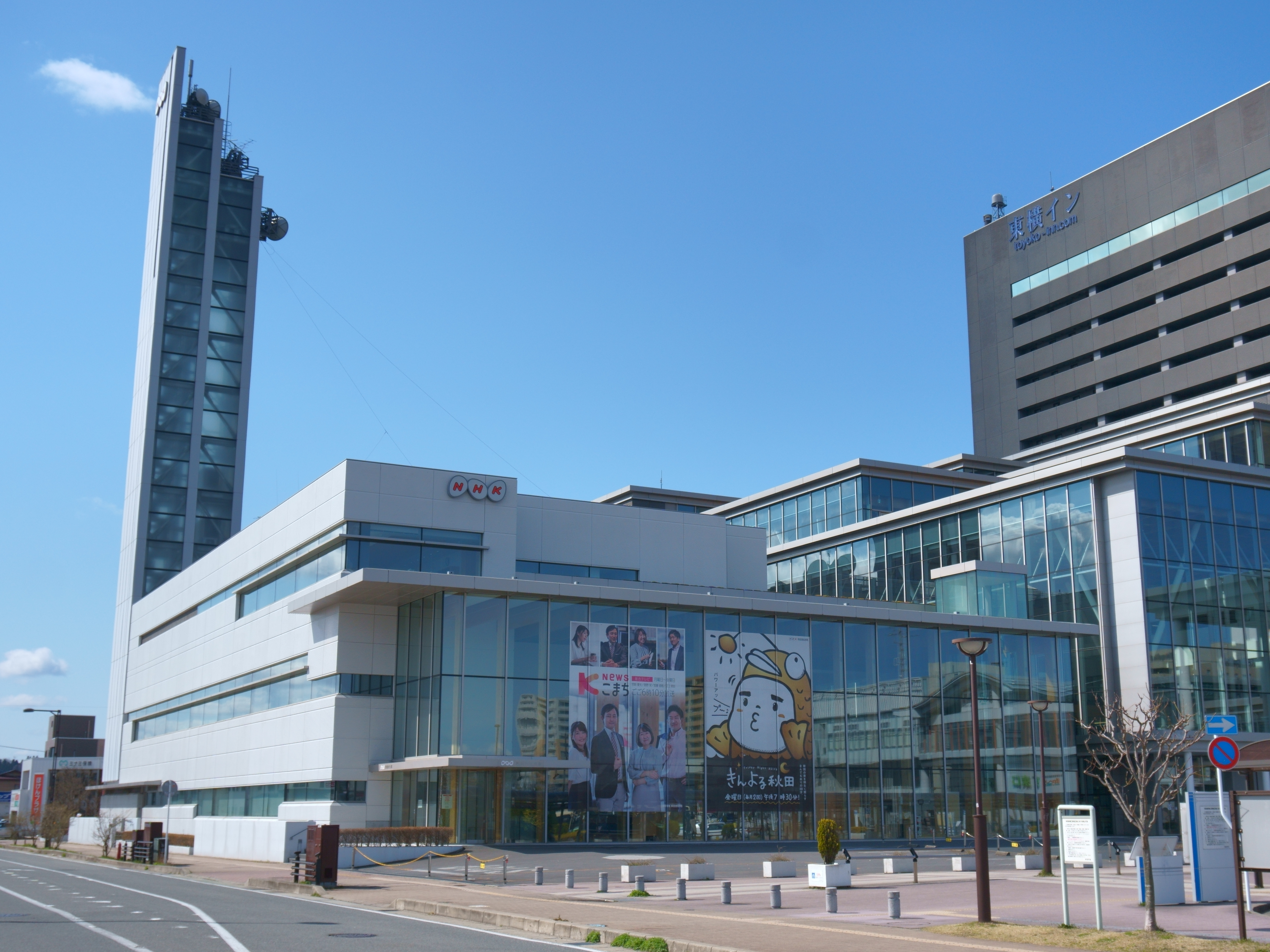
NHK 아키타 방송국

NHK 아키타 방송국(NHK 秋田 放送局)은 아키타현을 방송구역으로 하는 NHK의 지역방송국이며 중파·FM라디오·텔레비전 방송을 담당하고 있다. 라디오 방송은 1932년 2월 26일에 시작되었으며 텔레비전 방송은 1959년 12월 25일에 시작되었다.
제2방송국 출력은 500kW로 지역방송국 중에서는 드물게 큰 편인데 이는 「다른나라 대출력 방송국으로부터 주파수를 지키기 위해」, 「대재해가 일어났을 경우 일본 전국에 방송을 보내기 위해」라고 추정된다.

## 채널·주파수
- 종합 텔레비전 아키타본국 14ch(JOUK-DTV)
- 교육 텔레비전 아키타본국 13ch(JOUB-DTV)
- 라디오 제1방송 아키타본국 1503kHz 10kW(콜사인 JOUK)
- 라디오 제2방송 아키타본국 774kHz 500kW(콜사인 JOUB)
- FM방송 아키타본국86.7MHz 3kW(콜사인 JOUK-FM)

## 아키타현에 있는 다른 텔레비전·라디오 방송국
- 아키타 방송(ABS)(TV는 니혼 TV 계열, 라디오는 JRN&NRN계열)
- 아키타 TV(AKT)(후지 TV 계열)
- 아키타 아사히 방송(AAB)(TV 아사히 계열)
- FM아키타(JFN 계열)